# Ctenus guantanamo
Ctenus guantanamo este o specie de păianjeni din genul Ctenus, familia Ctenidae. A fost descrisă pentru prima dată de Alayón în anul 2001.
Este endemică în Cuba. Conform Catalogue of Life specia Ctenus guantanamo nu are subspecii cunoscute.